# Allotinus arrius
Allotinus arrius är en fjärilsart som beskrevs av Hans Fruhstorfer 1914. Allotinus arrius ingår i släktet Allotinus och familjen juvelvingar. Inga underarter finns listade i Catalogue of Life.